# Професионална гимназия по селско стопанство „Земя“ (Провадия)
Професионалната гимназия по селско стопанство „Земя“ е професионална гимназия в град Провадия, област Варна. Създадено е през 1921 г. От 2009 г. то започва да подготвя кадри и за други отрасли на икономиката. Завършилите училището придобиват професионална квалификация по професии в областта на машиностроенето, транспорта и селското стопанство. Към 2025 г. директор на училището е Виолета Тодорова Станкова.